# Гней Корнелий Долабела (претор 81 пр.н.е.)
Вижте пояснителната страница за други личности с името Гней Корнелий Долабела.
Гней Корнелий Долабела (на латински: Gnaeus Cornelius Dolabella) е политик на Римската република. Произлиза от клон Долабела на фамилията Корнелии.
Вероятно той е този военен трибун, който служи при Гней Помпей Страбон в обсадата на Аскулум. Става претор през 81 пр.н.е. и осъжда неправилно Публий Квинкций. От 80 до 79 пр.н.е. е проконсул на Киликия. Неговият легат и проквестор е Гай Вер. Там забогатява по недостоен начин. При пътуванията си двамата присвояват предмети на изкуството и тероризират местното населениеи. След връщането му е осъден от Марк Емилий Скавър Младши за изнуда. Вер се изказва против бившия си шеф.